# Paranormal Activity 4
Paranormal Activity 4 ist ein US-amerikanischer Horrorfilm, der unter der Regie von Henry Joost und Ariel Schulman und dem Drehbuch von Chad Feehan und Christopher B. Landon im Jahr 2012 produziert wurde. Er ist die Fortsetzung des 2011 erschienenen Films Paranormal Activity 3 aus der Paranormal-Activity-Reihe und erschien am 18. Oktober 2012 in den deutschen Kinos.

## Handlung
Die Handlung beginnt mit der letzten Szene aus Paranormal Activity 2, in der die besessene Katie mit Hunter das Haus ihrer Schwester Kristi verlässt. Nach den grauenvollen Ereignissen, die Katie im Jahr 2006 zugestoßen sind, ist die junge Frau verschwunden.
Doch einige Jahre später beginnt der Spuk von Neuem. Als neue und etwas seltsame Leute in die Nachbarschaft ziehen, fällt einer ansässigen Familie, besonders der 15-jährigen Tochter Alex, der kleine Junge ins Auge, der sich von Anfang an seltsam benimmt. Als die Mutter des Jungen kurze Zeit ins Krankenhaus muss, bietet Alex’ Mutter zuvorkommend an, den kleinen Robbie für einige Tage bei sich aufzunehmen. Doch als er das Haus betritt, beginnen seltsame Dinge vor sich zu gehen. Lampen flackern, Dinge bewegen sich wie von Geisterhand und nachdem Alex fast von einem Kronleuchter erschlagen wurde, hat sie genug und will den Jungen aus dem Haus haben. Doch ihre Mutter glaubt nicht an Geistererscheinungen, sondern stattdessen an einen Unfall und lässt nicht mit sich reden.
Als Alex’ Eltern das Haus abends verlassen, wird sie von seltsamen Geräuschen in die Garage gelockt. Sie weiß jedoch nicht, dass Katie sich im Haus befindet und Alex’ Bruder Wyatt holen will. Es stellt sich nämlich heraus, dass Wyatt adoptiert wurde und eigentlich Katies Neffe Hunter ist. Alex droht in der Garage an den Abgasen eines laufenden Motors zu ersticken, kann sich jedoch in letzter Sekunde noch retten. Später bringt Katie die Mutter der Familie und Alex’ Freund Ben um. In derselben Nacht begegnet Alex der besessenen Katie im eigenen Haus und flüchtet auf der Suche nach ihrem Vater in Katies Haus auf der anderen Straßenseite. Dort erhofft sie sich Rettung, was jedoch scheitert. Sie trifft Wyatt und will mit ihm fliehen, dieser reagiert aber nicht auf sie. In der letzten Szene sieht man weitere „Besessene“ Alex den Weg versperren, diese dreht sich um und wird von Katie angegriffen.

## Fortsetzung
Bereits vor Kinostart des vierten Teils der erfolgreichen Paranormal Activity-Reihe wurde indirekt eine fünfte Franchise-Auskopplung angekündigt. Diese wird am Ende von Paranormal Activity 4 durch eine Post-Credit-Szene im Latino-Umfeld vorbereitet. Am 22. November 2012 wurde als deutscher Kino-Termin für Paranormal Activity 5 der 31. Oktober 2013 angegeben; in den USA sollte der Film eine Woche eher starten.
Anfang August 2013 wurde bekannt, dass es vor Paranormal Activity 5 einen Ableger namens Paranormal Activity: Die Gezeichneten geben wird. Dieser startete in Deutschland am 2. Januar 2014 in den Kinos.
Die reguläre Fortsetzung Paranormal Activity: Ghost Dimension startet am 22. Oktober 2015 in den deutschen Kinos.

## Sonstiges
Im April 2013 verklagte der Indie-Regisseur Mike Costanza die Produzenten Steven Schneider und Spencer Medof wegen Diebstahls des geistigen Eigentums. Costanza legte vor dem Los Angeles Superior Court am 24. April 2013 Klage ein, weil die Produzenten das Drehbuch seines 2002 erschienenen Filmes The Collingswood Story für Paranormal Activity 4 verwendet hatten, ohne dass Costanza die Erlaubnis dafür gegeben hatte.
Der Name der Hauptperson war vor dem Kinostart nicht eindeutig klar. Auf manchen Seiten, wie z. B. Filmstarts.de oder TV Digital wurde der Name der Hauptperson mit Alice angegeben. In der Internet Movie Database wird der Name Alex verwendet.
Der offizielle Trailer enthält Szenen, welche im Film nicht vorkommen.
Im Free-TV wurde der Film erstmals am 26. Mai 2015 auf ProSieben Maxx ausgestrahlt.

## Kritik
„Dem seriellen Horrorfilm gelingt es kaum, eine intensive Atmosphäre zu erzeugen, ehe er sich im Finale zu einem mehr abstrusen denn gruseligen Overkill an Geistererscheinungen aufschwingt.“

„Innerhalb von nur fünf Jahren hat sich die Gruselattacke vom Low-Budget-Überraschungshit in "Blair Witch Project"-Selfmade-Manier zur Multimillionen-Dollar-Reihe gewandelt. Allerdings ist dabei die Glaubwürdigkeit flöten gegangen, denn mittlerweile ist nun wirklich genug Geld da, um einen anständig ausgestatteten Horrorfilm zu drehen oder auch mal ein bekanntes Gesicht ins Rennen um den schlimmsten Schreckmoment zu schicken. […] Und es hilft wirklich nicht, wenn die dramatisch anschwellende Musik so klar und deutlich (wie keines der Bilder es je ist) macht, dass gleich etwas total Schlimmes passiert. Das grenzt an paranormale Passivität.“